# هاري وينستون
هاري وينستون (بالإنجليزية: Harry Winston)‏ هو صائغ ‏ أمريكي، ولد في 1 مارس 1896 في أوكرانيا، وتوفي في 28 ديسمبر 1978 في نيويورك في الولايات المتحدة.